# هارلن (ایندیانا)
هارلن (به انگلیسی: Harlan) یک منطقهٔ مسکونی در ایالات متحده آمریکا است که در شهرستان آلن، ایندیانا واقع شده‌است. هارلن ۸٫۰ کیلومتر مربع مساحت و ۱٬۶۳۴ نفر جمعیت دارد و ۲۳۸٫۹۷ متر بالاتر از سطح دریا واقع شده‌است.